# Borgo d’Ale
Borgo d'Ale – miejscowość i gmina we Włoszech, w regionie Piemont, w prowincji Vercelli.
Według danych na rok 2004 gminę zamieszkiwało 2565 osób, 65,8 os./km².